# Srđan Živković
Srđan Živković (in serbo Срђан Живковић?; Belgrado, 14 marzo 1986) è un ex cestista serbo.

## Palmarès
- YUBA liga: 2

Partizan Belgrado: 2001-02, 2002-03
- Coppa di Jugoslavia: 1

Partizan Belgrado: 2002